# Fills del Sol
Els Fills del Sol és la idea mítica que es refereix al fet que la humanitat o una part d'aquesta, siga un poble o una casta, són fills o descendents d'una deïtat solar. La ideologia està més present en la forma de referir-se com a descendents del Sol a la classe més alta d'una societat. Aquesta ideologia està present en societats simples com complexes i està distribuïda arreu del món i de les èpoques.
Sir Reginald Fleming Johnston creia que les cultures sedentàries primerenques probablement van oblidar que els ancestres als quals rendien culte eren éssers terrenals. Aleshores confongueren les fites d'aquests ancestres amb les d'una divinitat quan aparegué un culte al sol, provocant que els líders d'aquestes societats tingueren a aquestes deïtats solars com als seus ancestres. També dona l'explicació de l'atribució de ser descendents del Sol a la classe dominant considerant que la classe governant fou una tribu que sotmeté a una altra i aquesta sotmesa no es considerava a si mateixa descendent, sinó a la que la domina.

## Exemples de la ideologia dels Fills del Sol
A l'antic Egipte i l'antiga Sumèria hi hagué una creença un poc tardana en la descendència solar dels reis. A l'Antic Egipte els faraons es creien descendents del Sol.
La primera dinastia dels reis d'Uruk presenta un origen diví provinent d'un déu solar.
Els emperadors xinesos es creien descendents del Sol.
En dos territoris japonesos durant el primer mig mil·lenni després de Crist van aparèixer monarquies divines amb aquesta ideologia: la monarquia divina japonesa originada a Yamato i la monarquia divina japonesa originada a Ryukyu, anomenada dinastia Shoji. El regne de Ryukyo va desaparèixer el 1871.
Al Japó d'abans de la Segona Guerra Mundial es tornà a considerar a l'emperador Arahitogami ("Home Déu") per a promoure el nacionalisme. Aquesta ideologia es trencà amb la derrota del Japó a la Segona Guerra Mundial.
Als Andes hi aparegué al segle xv la unitat administrativa anomenada Tahuantinsuyu sota la direcció de Manco Cápac com a fill solar, segons la mitologia inca. També hi ha la llegenda inca del rei Pachacútec on el déu solar l'anomena a aquest fill. Els emperadors inques es creien descendents del Sol.
Durant la Conquesta d'Amèrica els conqueridors espanyols s'aprofitaren de la credulitat dels natius fent-los creure que eren fills del Sol.
Els caps suprems de Hawaii es creien descendents del Sol.